# Ginnasio di Olimpia
Il Ginnasio di Olimpia (in greco antico: Γυμνάσιον?) si trovava nell'angolo nord-occidentale del Santuario di Olimpia, a nord del ginnasio e vicino ai limiti dell'Altis.

## L'edificio
A destra del fiume Cladeo c'erano una serie di edifici che formavano il Gymnasium, originariamente uno spazio aperto per l'addestramento, ma con il tempo le costruzioni crebbero. Venne costruito secondo date storiche vaghe, anche se dalle vestigia trovate nelle sue strutture antiche, dovrebbe appartenere al II secolo a.C. A quel tempo, il ginnasio era già stato inaugurato e la nuova costruzione arrivò a completare l'intera serie di moderne e spaziose strutture sportive con le quali si voleva equipaggiare Olimpia, in un momento in cui il declino dell'idea religiosa dei Giochi Olimpici con l'ascesa della profanità esibizionista delle competizioni, si combinano per sbilanciare completamente il significato tradizionale delle grandi feste quadriennali.

Piano del santuario di Olimpia. Il nº 2 è la Palestra.

Il Gymnasium di Olimpia era composto da uno spazio rettangolare circondato da colonnati, perché sebbene non siano stati trovati i resti del colonnato settentrionale, esistono prove sufficienti per supporre che avrebbe dovuto essere simile a quello del colonnato meridionale.
Sul lato nord, l'edificio si estendeva in direzione del monte Cronion per una distanza di 220 metri. Nel suo cortile, largo 10 metri, c'erano due piste da corsa di 192 metri, facilmente distinguibili oggi dalle traverse di partenza e arrivo. Tutto il sentiero spazioso su questo lato era coperto da un tetto di legno sostenuto da una doppia fila di sessantasei colonne doriche. Il pavimento delle piste era di terra e in esse era possibile far allenare comodamente gli atleti nel periodo delle alte temperature o delle intemperie meteorologiche. D'altra parte, l'adattamento tecnico dei corridori alla gara dello stadio in questo spazio coperto è stato perfetto, dal momento che il capannone superava in lunghezza la stessa traccia dello stadio di Olimpia.
La stoà del sud era stata eretta vicino alla parete nord dell'arena e doveva essere un semplice portico, alla cui parete posteriore era attaccata una panca da corsa che serviva da luogo di riposo con posti a sedere per gli atleti. Formava un angolo retto quasi perfetto con questa doppia colonna e aveva una lunghezza di centoventi metri, proiettandosi in direzione ovest verso il fiume Cladeo, le cui inondazioni hanno fatto sparire parte di quel lato.
L'area ovest del ginnasio che correva parallela ad est, avrebbe la stessa lunghezza riscontrata per quest'ultimo. Non sono rimasti dei resti della sua costruzione, le inondazioni del canale del fiume Cládeo l'hanno fatta sparire, a causa del fatto che vicino alle sponde del fiume è stata sollevata la parte occidentale dell'edificio.
Il Gymnasium era il luogo di allenamento per i corridori e i concorrenti del pentathlon. Nel periodo di bel tempo, le sessioni di lancio del disco e del giavellotto, il salto in lungo e le corse si svolgevano nel grande cortile centrale rettangolare. L'ampia superficie del patio, incorniciata da portici, offriva un'area sicura, comoda e ampia per la pratica di esercizi così diversi. Nei giorni di pioggia o di canicola, l'addestramento si svolgeva al riparo dei portici.
Apparentemente era pratica comune che i ginnasti greci presentassero diversi tipi di iscrizioni sulle loro pareti, come elenchi di partecipanti, vincitori, massime dedicate a studenti e insegnanti, lapidi funerarie, versi satirici, iscrizioni erotiche, scarabocchi, caricature e disegni. Occasionalmente, gli atleti particolarmente importanti che erano stati vittime di un incidente sportivo erano sepolti all'interno del suo complesso. A Olimpia, l'atleta eleo olimpionico, vincitore nel diaulo, ha inserito in palestra i nomi dei vincitori alle Olimpiadi, esempio che ha seguito il suo concittadino Evanóridas, vincitore nella lotta giovanile nei giochi della 135ª Olimpiade (anno 240).